# 維爾紐斯格迪米納斯理工大學

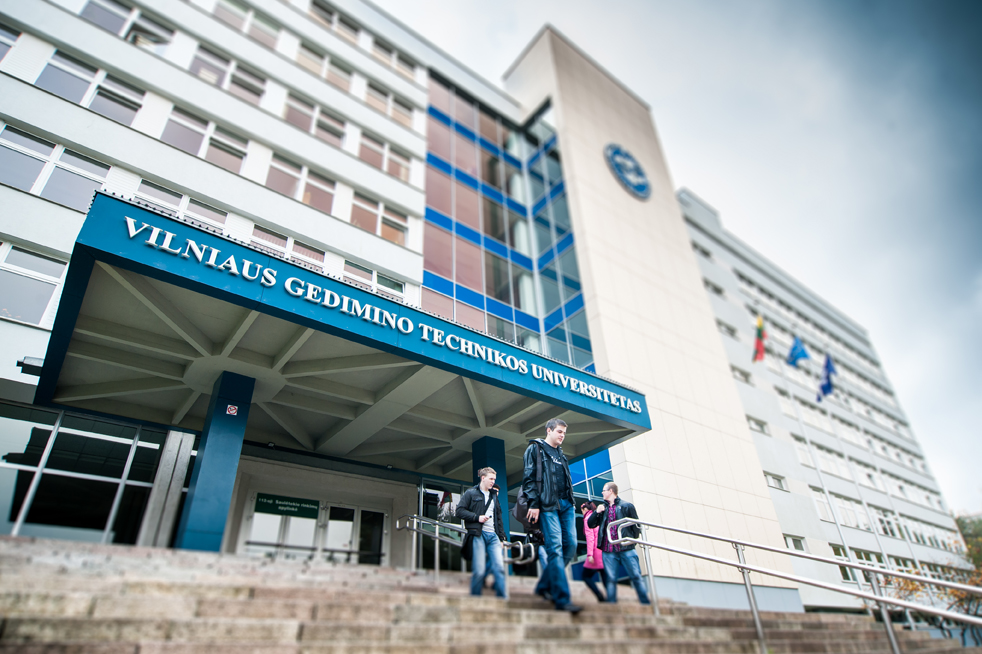
維爾紐斯格迪米納斯理工大學的主大樓

維爾紐斯格迪米納斯理工大學（VILNIUS TECH）是立陶宛首都維爾紐斯的一座公立大學。

## 歷史
維爾紐斯格迪米納斯理工大學的歷史可追溯至1956年，考那斯理工大學在維爾紐斯成立夜間分部，1962年首批學生畢業，1964年增設工程經濟學院，1968年又增設都市工程學院。1969年夜間部自考那斯理工大學獨立成維爾紐斯土木工程學院（Vilniaus inžinerinis statybos institutas，VISI），1971年增設建築學院，1978年增設經濟學院。
1990年立陶宛獨立後，立陶宛最高委員會將維爾紐斯土木工程學院改制為維爾紐斯理工大學（VTU），大學組織架構仿效西歐大學。1993年大學增設航空學院與經管、基礎科學學院，隔年又增設交通工程學院。
1996年8月22日，立陶宛政府將維爾紐斯理工大學冠以格迪米納斯（14世紀的立陶宛大公）之名。

## 校園
維爾紐斯格迪米納斯理工大學的校園分散於維爾紐斯各處，主大樓位於Antakalnis的Saulėtekis（維爾紐斯大學附近）。

## 校友
維爾紐斯格迪米納斯理工大學的校友包括前立陶宛總理阿爾吉爾達斯·布特凱維丘斯 、前總統羅蘭達斯·帕克薩斯 、前立陶宛議會議長維克托拉斯·穆恩蒂阿納斯、曾任歐洲議會議員的瓦爾德馬·托馬舍夫斯基等。

## 外部連結
- Vilnius Gediminas Technical University (VILNIUS TECH) Homepage （页面存档备份，存于）
- Study programs at VILNIUS TECH in english （页面存档备份，存于）

54°43′20″N 25°20′09″E / 54.7223235°N 25.335736°E